# Carnamah
Carnamah (359 habitants) est un village situé à 307 km au nord de Perth sur la Midland Road.